# Xenopus gilli
Xenopus gilli é uma espécie de anfíbio da família Pipidae.
É endémica da África do Sul.
Os seus habitats naturais são: matagais mediterrânicos, marismas de água doce, marismas intermitentes de água doce e lagoas.
Está ameaçada por perda de habitat.